# Gang Olsena: Paryski plan
Gang Olsena: Paryski plan (dun. Olsen-Banden over alle bjerge, inne tłum. Gang Olsena ponad górami oraz Paryski plan Gangu Olsena) – duński film z 1981 roku, należący do popularnej serii filmowej Gang Olsena (trzynasty film), będący bezpośrednią kontynuacją filmu Gang Olsena daje dyla z 1981 roku.

## Fabuła
Film rozpoczyna się od streszczenia poprzedniej części i kontynuuje wątki. Kjeld i otyły Benny ratują Egona przed zlikwidowaniem przez rozpuszczenie w kwasie w fabryce kwasu. Uwolniony opracowuje niezwykle precyzyjny plan. Następnie po kilku nieudanych próbach zdobycia czerwonej teczki Bank-Johansena, gang udaje się w pogoń do Francji. Tam po nieudanej próbie „bieliźnianej” udaje się im zdobyć teczkę (w restauracji Maxims). Wracają do Kopenhagi. Liczą na wykupienie walizki, ale Egona niespodziewanie aresztuje policja i trafia on na oddział psychiatryczny. Pod koniec Benny i Kjeld znajdują swoje miliony w płaszczu Hallandsena, który cały czas mieli w bagażniku auta.

## Obsada
- Ove Sprogøe - Egon Olsen
- Morten Grunwald - Benny Frandsen
- Poul Bundgaard - Kjeld Jensen
- Kirsten Walther - Yvonne Jensen, żona Kjelda
- Axel Strøbye - detektyw Jensen
- Ole Ernst - policjant Holm
- Holger Juul - Hansen Hallandsen
- Jess Ingerslev - Rřrpostmedarbejder
- Ove Verner Hansen - osiłek Bøffen
- Poul Reichhardt - strażnik portowy